# 6224 Ел Ґоресі
6224 Ел Ґоресі (6224 El Goresy) — астероїд головного поясу, відкритий 1 березня 1981 року.
Тіссеранів параметр щодо Юпітера — 3,529.